# Hyllus holochalceus
Hyllus holochalceus là một loài nhện trong họ Salticidae.
Loài này thuộc chi Hyllus. Hyllus holochalceus được Eugène Simon miêu tả năm 1910.